# Liloan, Cebu
Liloan (cách viết khác: Lilo-an) là một đô thị hạng 2 của tỉnh Cebu, Philippines. Theo điều tra dân số năm 2007, đô thị này có dân số 92.181 người.
Liloan thuộc vùng đô thị có tên gọi không chính thức Metro Cebu.

## Các đơn vị dân cư
Liloan được chia thành các đơn vị hành chính gồm 14 khu dân cư (khu phố) (barangay).
- Cabadiangan
- Calero
- Catarman
- Cotcot
- Jubay
- Lataban
- Mulao
- Poblacion
- San Roque
- San Vicente
- Santa Cruz
- Tabla
- Tayud
- Yati